# Sander van Gessel
Sander van Gessel (* 4. November 1976 in Leidschendam) ist ein ehemaliger niederländischer Fußballspieler.

## Karriere
Van Gessel begann seine Karriere 1995 beim Erstligisten FC Groningen. Am Ende der Eredivisie 1997/98 stieg der Verein in die zweite Liga ab. 2000 wurde er mit dem Verein Tabellendritter der zweiten Liga und stieg in die erste Liga auf. 2000 wechselte er zu SC Heerenveen. 2001 erreichte er mit dem Verein das Halbfinale des KNVB-Pokal. 2002 kehrte er zu FC Groningen zurück. 2005 wechselte er zu NAC Breda. 2007 und 2008 erreichte er mit dem Verein das Halbfinale des KNVB-Pokal. 2008 wurde er mit dem Verein Tabellendritter der Eredivisie. Von 2008 bis 2010 war er bei Sparta Rotterdam unter Vertrag. Am Ende der Eredivisie 2009/10 stieg der Verein in die zweite Liga ab. 2010 wechselte er zum kanadischen FC Edmonton. 2011 wechselte er zum japanischen Zweitligisten JEF United Chiba. Ende 2011 beendete er seine Karriere als Fußballspieler.